# Gezan
Gezan (げざん?) è un gruppo rock giapponese.

## Storia del gruppo
Il gruppo si forma nel 2007 ad Osaka nella prefettura di Osaka, nella regione del Kansai. Molto attivi nella scena musicale del Kansai incentrata nel locale Namba BEARS (難波BEARS). Al momento della formazione il nome era scritto come "下山(Gezan)". Nel 2012 si sono trasferiti a Tokyo quando hanno partecipato al reclutamento "ROOKIE A GO-GO" al Fuji Rock Festival.
Collaborano con molti altri artisti come ad esempio i テニスコーツ (Tenisukōtsu?) e i Lostage. Il cantante MahitoThePeople (マヒトゥ・ザ・ピーポー?), ha all'attivo anche lavori solisti e come membro del gruppo "NUUAMM" con Aoba Ichiko.
Il 31 agosto 2016, Shāku Yasue (シャーク・安江) si ritira e la band si prende una pausa.
Il 16 luglio 2018 MahitoThePeople (マヒトゥ・ザ・ピーポー) partecipa alla trasmissione televisiva del lunedì sera "Monday to night Fukashi" (月曜から夜ふかし).

## Membri
- Mahito~u za pīpō (マヒトゥ・ザ・ピーポー) - Voce
- Īguru Taka (イーグル・タカ) - Chitarra
- Karurosu Ozaki santana (カルロス・尾崎・サンタナ) - Basso
- Ishihara Rosukaru (石原ロスカル) - Batteria

### Ex membri
- Shāku Yasue (シャーク・安江)

## Discografia

### Album
|                | Data              | Titolo                                                                               | Tracce |
| -------------- | ----------------- | ------------------------------------------------------------------------------------ | --- |
| 1°             | 7 marzo 2012      | Katsute uta to iwa reta sore (かつて うた といわれたそれ)                            | 1. 三島と口紅 2. 月面の爪 3. DODDORIL BLUES 4. 甲虫の和解 5. 甲虫、舌たらず 6. MAN 麻疹 7. 共振 8. 春の膝 |
| 1°             | 15 aprile 2014    | It Was Once Said To Be A Song (Versione inglese)                                     | 1. Full Claw Lunar Surface 2. Mishima Lipstick 3. Doddoril Blues 4. Full Reconciliation Beetle 5. Beetle Tongue 6. Man 7. Resonance 8. Knee In the Spring                                                                                 |
| Live (CD+DVD） | 12 febbraio 2012  | LIVE 2012 Ōsaka/Shinshoku no akai jū roku-nichi・Tōkyō (大阪/侵蝕の赤い十六日・東京) | 1. 月面の爪 2. となりのベジタリアン 3. 三島と口紅 4. 甲虫の和解 5. live in Stockholm 6. 共振 7. 大きく勃起した派手な？マークとマー君 8. 三島と口べにー 9. 三島と口紅                                                                      |
| 2°             | 5 febbraio 2014   | 凸-DECO-                                                                             | 1. 共振 2. 八月のメフィストと 3. MAN麻疹 4. ストリップチーズ 5. ピカリのヒビ 6. あぶら無知の涙 7. 癲癇する大脳たち 8. となりのベジタリアン 9. 蒼白のとおく 10. 2013年12月・九十九里浜にて（ボーナス・トラック）                           |
| EP             | 27 settembre 2014 | Sutoroberīejji (ストロベリーエッジ)                                                  | 1. School Of Fuck 2. Bad Sample Test 3. 赤道 4. TEEN BEAT 5. MINT YOU 6. Vanilla blood |
| 3°             | 22 settembre 2016 | NEVER END ROLL                                                                       | 1. ～after the end of the world～ 2. blue hour 3. spoon 4. 言いたいだけのvoid 5. wasted youth 6. light cruzing 7. MUーMIN 8. feel 9. OOO 10. ghost ship in a scilence（Do you hear that?） 11. GOLDEN TIME IS YOURS 12. 待夢 13. END ROLL |
| 4°             | 3 ottobre 2018    | Silence Will Speak                                                                   | 1. 忘炎 / forgotten flame 2. 無神 / NO GOD(know?) 3. 肉体異詩 / BODY ODD 4. 懐かしい未来 / Nostalgic future 5. 細光胞 / DNA 6. 龍のにほい/ smells of unbelivable 7. 優陽 / red kind 8. 淡赤 / Ambient red                                 |
| 5°             | 2020              | 狂 (KLUE?)                                                                           | 1. 狂 2. EXTACY 3. replicant 4. Human Rebellion 5. AGEHA 6. Soul Material 7. 訓告 8. Tired Of Love 9. 赤曜日 10. Free Refugees 11. 東京 12. Playground 13. I                                                                              |
| 6°             | 2021              | B-SIDE REBELLION (Outtakes)                                                          | 1. SCHOOL Of FUCK 2. Bad Sample Test 3. 光葬 4. MINT YOU 5. MAN麻疹 6. 甲虫の和解 7. 壊日 8. 言いたいだけのVOID 9. TEEN BEAT 10. Vanilla blood 11. 証明                                                                                   |

## Collaborazioni
- 2023 – あのち (Anochi?) (con Million Wish Collective)

## Video musicali
| Diretto da    | Titolo                                                                              |
| Katō Mani     | Kasabuta to bakugeki-ki (瘡蓋と爆撃機) Tenkan suru dainō-tachi (癲癇する大脳たち)   |
| Kawaguchi Jun | Iitai dake noVOID (言いたいだけのVOID)                                              |
| Fumei         | School Of Fuck Hachigatsu no mefisuto to (八月のメフィストと) MAN mázhěn (MAN 麻疹) |